# 松孝院
松孝院（しょうこういん、慶長19年（1614年） - 元禄3年9月19日（1690年10月20日））は、駿府藩主・徳川忠長の正室。本名は織田昌子。幼少の頃は久姫と呼ばれていた。法名については『徳川諸家系譜』の「松孝院」と『幕府祚胤伝』の「光松院」の2説があるが、本記事では「松孝院」を用いる。

## 経歴
父は織田信良。兄弟は織田信昌、稲葉信通室光浄院、稲葉信通継室天量院らがいる。
元和9年（1623年）、わずか10歳で忠長に嫁ぐ。この縁組は忠長の父、徳川秀忠の御台所・江たっての願いだったらしい。寛政10年（1633年）夫の忠長は兄家光に不行跡を理由に甲府へ謹慎させられ改易させられ、後に自害した。それを期に昌子は竹橋御殿にて、忠長の乳母、朝倉清（昌清尼）とともに落飾した。竹橋御殿は忠長の姉天樹院の屋敷である。落飾後は北の丸殿と号した。元禄3年9月19日没。法名は松孝院殿妙行日久大姉。墓所は東京都文京区の高林寺。

## 生没年と名について
『幕府祚胤伝』には「光松院」と記載され、元禄4年9月19日没とされているが、これは誤りである。東京都文京区高林寺にある昌子の墓（織田家の墓に合葬）の墓碑銘には「松孝院殿妙行日久大姉 元禄3年9月19日没」と記載されている。松孝院の生年に関しては『幕府祚胤伝』に記載の年齢（78歳没）に従えば慶長19年（1614年）誕生となる。
彼女の名前について、松孝院の供養塔がある鎌倉市薬王寺の寺伝によれば、法名の「日久」は幼名にちなんだものとされている。また昌清尼の墓所がある文京区昌清寺の寺伝によると、忠長の正室が自らの名の一字を与えて昌清尼と名乗らせたとされている。